# Lyngby BK

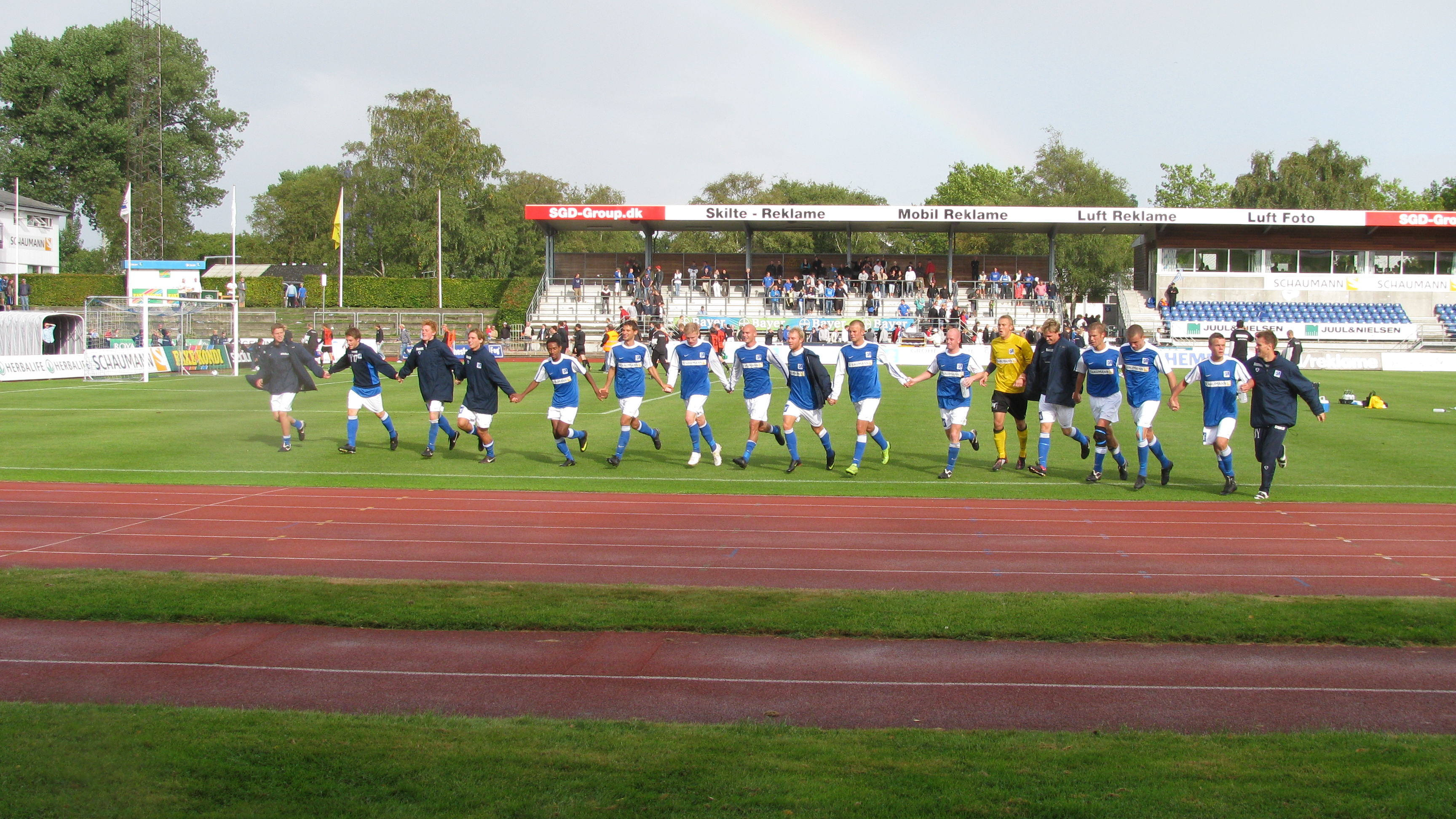
Lyngby Stadion

Der Lyngby Boldklubben af 1921 ist ein dänischer Fußballverein aus Lyngby. In der Saison 2022/23 spielt der Klub in der Superliga, der höchsten Spielklasse Dänemarks. Die Klubfarben sind blau-weiß.

## Allgemeines
Der Verein wurde 1921 gegründet. Insgesamt gewann Lyngby zweimal die Meisterschaft und dreimal den Pokal. Nach den vielen Erfolgen in den 1980er und 1990er Jahren meldete der Verein 2001 Konkurs an und stieg zwangsweise in die dritte Liga ab. In der Saison 2005/06 war das Team wieder zweitklassig. Ein Jahr später wurde man Meister und stieg in die Superliga auf. Dem Aufstieg folgte der direkte Wiederabstieg. Nach dem 2. Platz 2009/10 stieg Lyngby von der Viasat Sport Division wieder in die SAS-Ligaen auf. Nach dem wiederholten Abstieg in die 1. Division im Jahr 2012 gelang durch den 1. Platz in der Saison 2015/16 die Rückkehr in die höchste dänische Spielklasse.
Bekannt wurde der Verein 1992 beim dänischen Triumph bei der Fußball-Europameisterschaft 1992 in Schweden, als insgesamt vier Lyngby-Spieler im Aufgebot standen. Der Kader der Altherrenmannschaft des Vereins besteht aus Spielern wie den Brüdern Michael und Brian Laudrup. Den größten Jugenderfolg hatte der Verein 2006, als die U-18 dänischer Jugendmeister wurde.

## Erfolge
- Dänischer Meister: 1983, 1992
- Dänischer Pokalsieger: 1983/84, 1984/85, 1989/90

## Kader der Saison 2025/26
Stand: 1. August 2025
| Nr. |            | Position | Name                   |
| --- | ---------- | -------- | ---------------------- |
| 1   | Danemark   | TW       | Jonathan Ægidius       |
| 2   | Danemark   | AB       | Oskar Buur             |
| 4   | Frankreich | AB       | Baptiste Rolland       |
| 5   | Serbien    | AB       | Mihaijlo Ivančević     |
| 6   | Danemark   | MF       | Bror Blume             |
| 8   | Danemark   | MF       | Mathias Hebo Rasmussen |
| 9   | Ghana      | ST       | Malik Abubakari        |
| 10  | Island     | ST       | Ísak Snær Thorvaldsson |
| 11  | Danemark   | ST       | Magnus Warming         |
| 13  | Danemark   | MF       | Casper Winther         |
| 14  | Danemark   | MF       | Lauge Sandgraf         |
| 15  | Danemark   | ST       | Michael Opoku          |
| 16  | Danemark   | AB       | Johan Meyer            |

| Nr. |          | Position | Name                      |
| --- | -------- | -------- | ------------------------- |
| 17  | Danemark | MF       | William Steindorsson      |
| 18  | Danemark | ST       | Jesper Cornelius          |
| 19  | Danemark | MF       | Gustav Fraulo             |
| 20  | Danemark | MF       | Mathias Kaarsbo           |
| 21  | Danemark | TW       | Oskar Snorre              |
| 22  | Danemark | MF       | Peter Langhoff            |
| 24  | Danemark | AB       | Tobias Storm              |
| 25  | Danemark | AB       | Gustav Mortensen          |
| 26  | Danemark | ST       | Frederik Gytkjær          |
| 27  | Danemark | ST       | Adam Vendelbo             |
| 29  | Danemark | ST       | Nikolai Baden Frederiksen |
| 31  | Danemark | TW       | Anton Mayland             |

## Ehemalige Spieler
- Hans Aabech
- Marcus Allbäck
- Jacob Bruun Larsen
- Flemming Christensen
- Torben Frank
- Claus Jensen
- Niclas Jensen
- Todi Jónsson
- Mads Junker
- Henrik Larsen
- Miklos Molnar
- Emre Mor
- Peter Nielsen
- Morten Nordstrand
- Yussuf Poulsen
- Dennis Rommedahl
- Morten Wieghorst